# São Francisco (Sergipe)
São Francisco é um município brasileiro do estado de Sergipe.

## Política
A atual prefeita é Alba dos Santos Nascimento do MDB ( Movimento Democrático Brasileiro ), eleita via eleição suplementar após o mandato da ex-prefeita Altair Nascimento e do vice Manoel Messias serem cassados pelo TRE e posteriormente TSE.

## Geografia
Seu relevo e vegetação possui uma altitude de 121 m. No município possui uma área terrestre de 82,565 km². Possui uma altitude Sul de 10° 20' 12'' e uma longitude Oeste 36° 53' 10''. Sua distância em linha reta a capital (Aracaju) é de 67,3 Km.